# Індрапрастха
Індрапрастха (палі: Indapatta, санскр. इन्‍द्रप्रस्‍थ, Indraprastha — «місто Індри») — легендарне місто, що за Магабгаратою було столицею Пандавів і Кауравів, нащадків Бгарати. За поемою, місто було збудовано близько 1400 року до н. е. як столиця Пандавів. Жодних археологічних залишків міста до наших днів не збереглося, тому із впевненістю його місцезнаходження невідоме, але за літературними свідченнями воно знаходилося неподалік від Делі.